# Світло в кінці тунелю
«Світло в кінці тунелю» (рос. Свет в конце тоннеля) — радянський гостросюжетний художній фільм, знятий у 1974 році на Ризькій кіностудії.

## Сюжет
У глухій тайзі на уповноваженого управління копальні скоєно напад. Одному з двох злочинців вдалося втекти разом з 20 кг золота. Його спільник був спійманий, але по дорозі до місця попереднього ув'язнення йому вдалося втекти. Співробітники карного розшуку розробляють ризикований план, виконання якого доручено Янісу Крастиньшу (Улдіс Пуцитіс). В результаті блискуче проведеної операції злочинці були спіймані і знешкоджені.

## У ролях
- Євгенія Вєтлова ( в титр. 1-ша в епізодах)—  Аусма Ланкі (ім'я і прізв. названо 22.16, а сама задіяна 15.59 — 17.11), працівниця Ризького заводу, де лабораторія по виготовленню запальничок
- Анатолій Азо —  Григорій Мацура, крадій 20 кг золота в тайзі
- Олександр Бєлявський —  «Іржавий» , більярдист, знайомий Мацури
- Улдіс Думпіс —  Лаукс
- Харій Лієпіньш —  Евальд Апсе , годинникар, спільник Мацури полишивший його тонути в болоті тайги
- Улдіс Пуцитіс —  Яніс Крастиньш, капітан міліції
- Володимир Осенєв —  Павло Симонович Насонов
- Майріта Круміня (по титр. 1-ша серед гол. гер.)—  Карина (Карі), барменша
- Томсоне Ірина — Айна, подруга Карі 32.33
- Семен Соколовський —  епізод
- Микола Федорцов —  епізод
- Павло Кашлаков —  епізод

## Знімальна група
- Режисер: Алоїз Бренч
- Автори сценарію: Володимир Кузнецов, Сергій Александров
- Оператор: Генріх Піліпсон
- Композитор: Іварс Вігнерс
- Художник: Гунарс Балодіс
- Редактор: Освальд Кубланов